# 厘 (货币单位)
厘，作为货币单位，等于“圆”（元/円）的千分之一。厘原为中文数字单位，表示百分之一，最早作为质量单位出现在货币上。近代以来，随着中国、日本等国的币制改革，“厘”又被用作货币单位。

## 中国

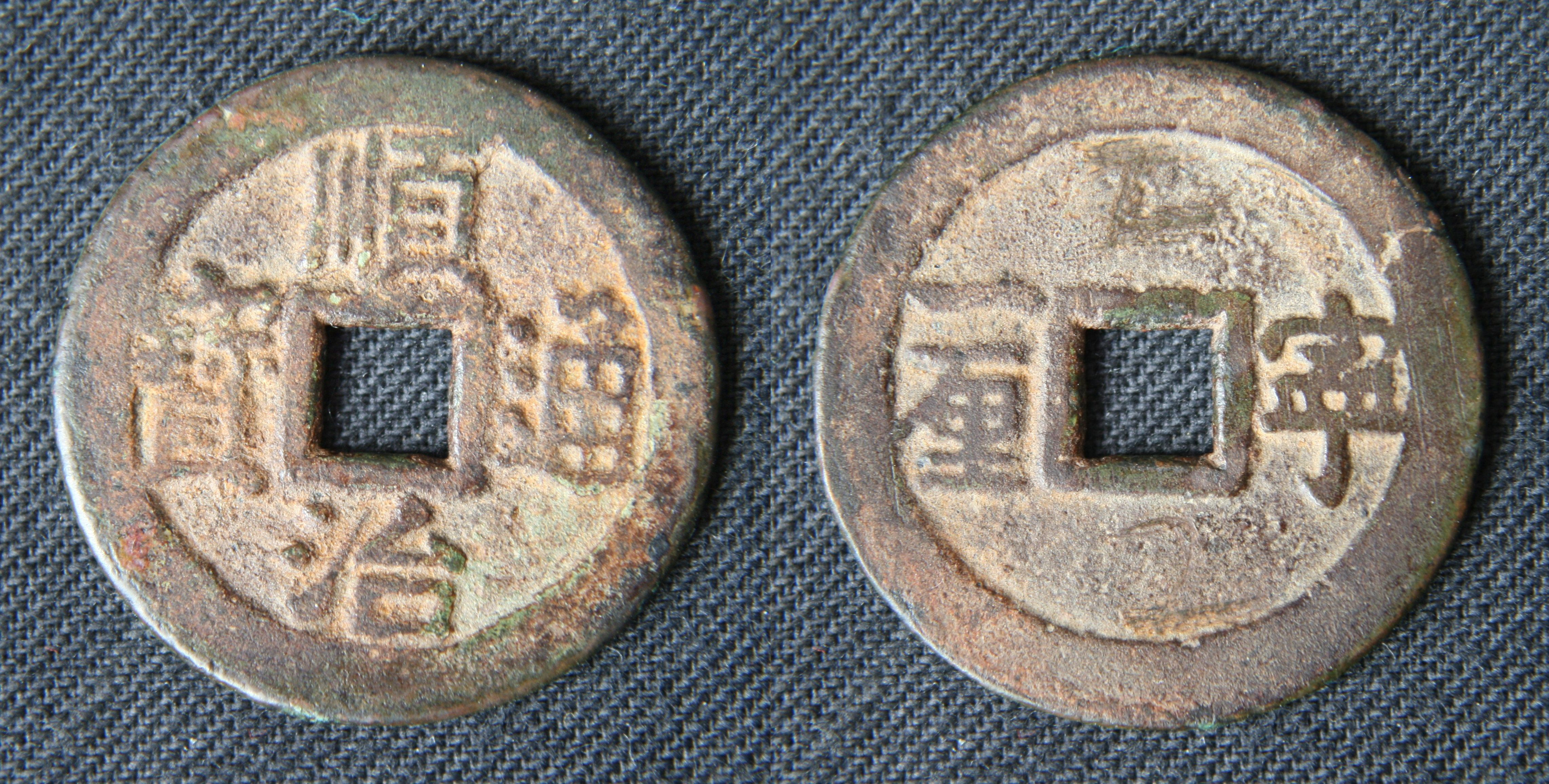
顺治通宝“宁一厘”钱

清代顺治、康熙两朝曾所铸造背文含有汉字“一厘”的制钱，每文重一钱二分五厘，背文中的“一厘”是指此钱值银一厘，表明钱与银的比价。因此,“厘”在此处，实际上为质量单位。
中华民国成立后，继续推动货币改革，于民国三年（1914年）制定《国币条例》施行细则，改铜币为贰分重二钱八分，一分重一钱八分，五厘重九分，二厘重四分五和一厘重二分五，共计五种。1917年，发行带有“中华民国五年”纪年的铜币，有一分和五厘两种，其中五厘铜币的面额记作“伍釐”。
山西省银行“铜元拾枚”纸币有加印“每张合洋二分五厘”的，币面还有“此券以四百枚作一元每十枚券四張兌換銀元一角”的说明。
满洲国时期，曾铸造发行五厘铜币，面额记作“五釐”，钱币上的年号有“大同”、“康德”等。1935年至1938年间，日本鼓动华北五省自治期间，成立的冀東防共自治政府曾铸行“民国二十六年冀东政府五厘”铜币，面额记作“伍釐”。

## 日本

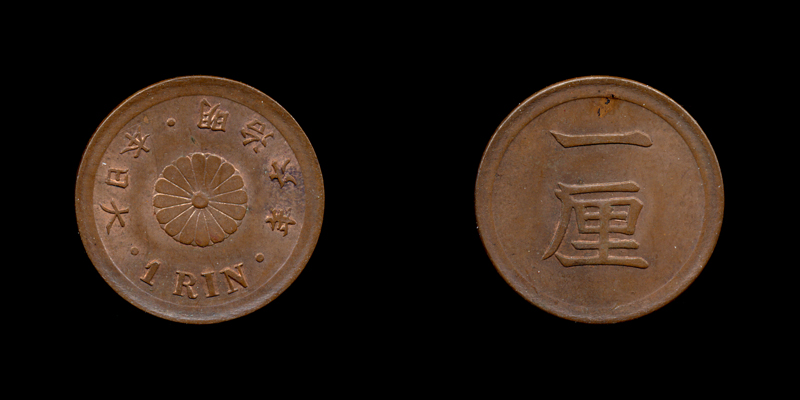
日本1873年的1厘铜币

根据《通货单位及货币发行等相关法律》2条2項规定，厘为辅币单位，1厘等于日元的1/1000，钱的1/10。在明治六年（1873年）的一厘铜币试铸币钱文中，厘的英文曾被写作“mil”，但正式发行后改为“rin”。
一厘铜币从1874年开始发行，至1884年停止发行。后来的1916年至1919年间，日本还曾发行五厘铜币。至1953年，日本通过《小额通货整理法》，面额低于1日元的货币被废止，一厘、五厘铜币均退出流通。